# Trần Lưu Quang
Trần Lưu Quang (sinh ngày 30 tháng 8 năm 1967, quê quán Trảng Bàng, Tây Ninh) là nhà lãnh đạo Đảng, Nhà nước và chính trị gia người Việt Nam. Ông hiện là Bí thư Trung ương Đảng Cộng sản Việt Nam khóa XIII, Trưởng Ban Chính sách, Chiến lược Trung ương và Đại biểu Quốc hội khóa XV thuộc Đoàn đại biểu Quốc hội thành phố Hải Phòng.
Ông có thời gian dài công tác tại tỉnh Tây Ninh, kinh qua các chức vụ từ vị trí chuyên viên Sở Kế hoạch và Đầu tư tỉnh Tây Ninh đến Phó Giám đốc Sở Kế hoạch và Đầu tư tỉnh Tây Ninh năm 2006, Chủ tịch Ủy ban nhân dân huyện Trảng Bàng, tỉnh Tây Ninh năm 2008 và trúng cử Ủy viên dự khuyết Trung ương Đảng khóa XI năm 2011 khi đang giữ chức Bí thư Huyện ủy Trảng Bàng. Sau khi trúng cử vào Trung ương Đảng, ông lần lượt được phân công đảm nhiệm các chức vụ như Phó Chủ tịch Ủy ban nhân dân tỉnh Tây Ninh (2011-2015), Bí thư Tỉnh ủy Tây Ninh (2015-2019), Phó Bí thư Thường trực Thành ủy Thành phố Hồ Chí Minh (2019-2021), Bí thư Thành ủy Hải Phòng (2021-2023) và Phó Thủ tướng Chính phủ (2023-2024).

## Xuất thân và giáo dục
Trần Lưu Quang sinh ngày 30 tháng 8 năm 1967, quê quán phường Trảng Bàng, thị xã Trảng Bàng, tỉnh Tây Ninh.
Ông có trình độ chuyên môn Kỹ sư Cơ khí tốt nghiệp từ Trường Đại học Bách Khoa - Đại học Quốc gia thành phố Hồ Chí Minh; Thạc sĩ chuyên ngành Quản lý Hành chính công tốt nghiệp từ Học viện Hành chính Quốc gia Việt Nam và trình độ lý luận chính trị cao cấp.

## Sự nghiệp

### Tỉnh Tây Ninh
Tháng 6 năm 1994, Trần Lưu Quang bắt đầu sự nghiệp chính trị với vai trò là chuyên viên Sở Kế hoạch và Đầu tư tỉnh Tây Ninh. Ngày 2 tháng 8 năm 1997, Trần Lưu Quang được kết nạp vào Đảng Cộng sản Việt Nam ở tuổi 30.
Tháng 9 năm 1998, ông chuyển sang làm chuyên viên Công ty Phát triển hạ tầng Khu Công nghiệp Tây Ninh. Tháng 8 năm 2001, ông được bổ nhiệm giữ chức vụ Trưởng phòng Kinh tế đối ngoại của Sở Kế hoạch và Đầu tư tỉnh Tây Ninh.
Tháng 12 năm 2003, ông được bổ nhiệm làm Phó Trưởng Ban Quản lý Khu kinh tế Cửa khẩu Mộc Bài Tây Ninh. Tháng 8 năm 2006, ông quay trở lại công tác ở Sở Kế hoạch và Đầu tư tỉnh Tây Ninh và được bổ nhiệm giữ chức Phó Giám đốc Sở Kế hoạch và Đầu tư tỉnh Tây Ninh.
Tháng 8 năm 2008, ông được bầu giữ chức vụ Chủ tịch Ủy ban nhân dân huyện Trảng Bàng, tỉnh Tây Ninh. Tháng 6 năm 2010, Trần Lưu Quang giữ cương vị mới là Tỉnh ủy viên, Bí thư Huyện ủy Trảng Bàng, tỉnh Tây Ninh. Tháng 1 năm 2011, tại Đại hội đại biểu toàn quốc lần thứ XI của Đảng, ông trúng cử Ủy viên dự khuyết Ban Chấp hành Trung ương Đảng Cộng sản Việt Nam khóa XI.
Tháng 6 năm 2011, ông được bầu làm Phó Chủ tịch Ủy ban nhân dân tỉnh Tây Ninh và được phân công giữ nhiệm vụ Phó Chủ tịch thường trực của Ủy ban nhân dân tỉnh Tây Ninh. Ngày 31 tháng 7 năm 2015, ông được Bộ Chính trị phân công giữ chức Bí thư Tỉnh ủy Tây Ninh nhiệm kỳ 2010-2015. Tháng 10 năm 2015, tại Đại hội Đảng bộ tỉnh Tây Ninh lần thứ X nhiệm kỳ 2015 – 2020, ông tái đắc cử chức danh Bí thư Tỉnh ủy Tây Ninh.
Ngày 6 tháng 11 năm 2015, tại kỳ họp thứ 16 (bất thường) HĐND tỉnh Tây Ninh khóa VIII nhiệm kỳ 2011-2016, ông được bầu làm Chủ tịch HĐND tỉnh Tây Ninh. Ông thôi giữ chức danh Chủ tịch Hội đồng nhân dân tỉnh Tây Ninh từ ngày 1 tháng 7 năm 2016 và từ thời điểm này, ông chỉ đảm nhiệm vai trò Bí thư Tỉnh ủy Tây Ninh cho đến khi về nhận công tác mới tại thành phố Hồ Chí Minh vào tháng 2 năm 2019.

### Thành phố Hồ Chí Minh
Ngày 27 tháng 2 năm 2019, Bộ Chính trị quyết định điều động, bổ nhiệm ông giữ chức Phó Bí thư Thường trực Thành ủy Thành phố Hồ Chí Minh thay cho ông Tất Thành Cang (người bị kỷ luật trước đó và đã bị khai trừ 
khỏi Đảng). Tháng 10 năm 2020, tại Đại hội đại biểu Đảng bộ thành phố Hồ Chí Minh lần thứ XI, nhiệm kỳ 2020-2025, ông tái đắc cử chức vụ Phó Bí thư Thành ủy Thành phố Hồ Chí Minh.

### Lãnh đạo thành phố Hải Phòng

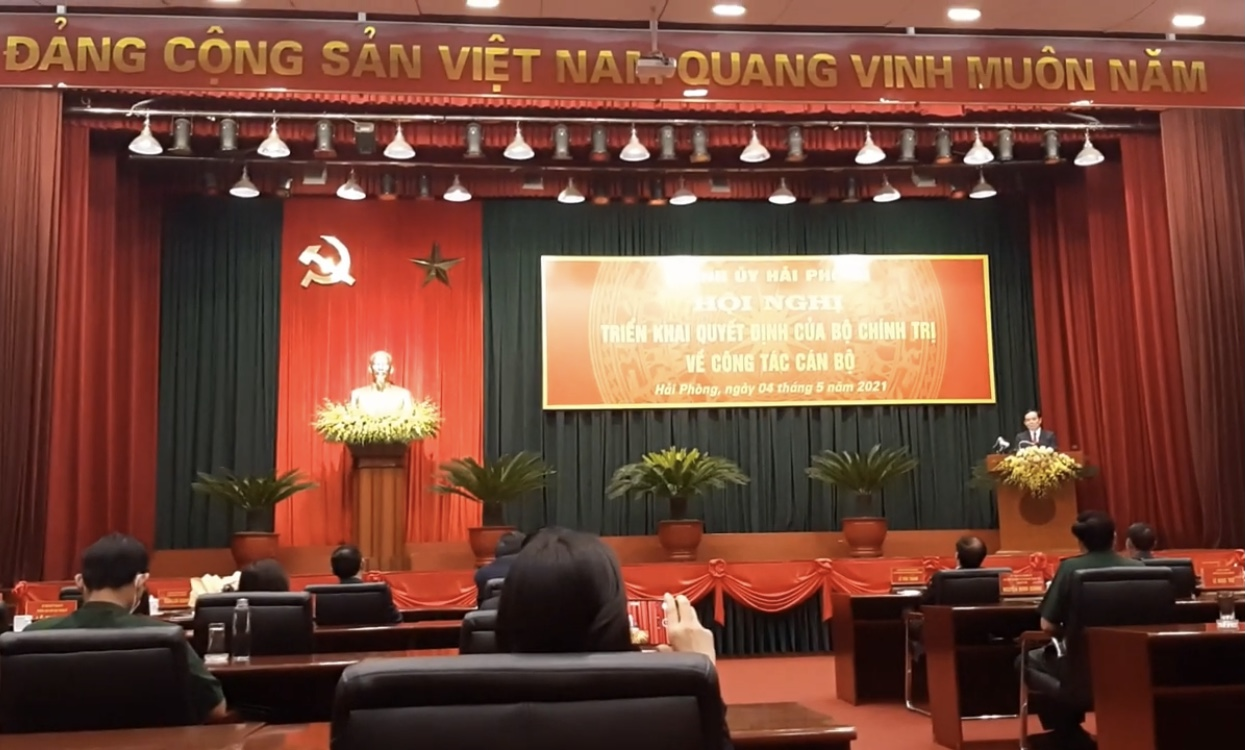
Trần Lưu Quang phát biểu nhậm chức Bí thư Thành ủy Hải Phòng

Tháng 1 năm 2021, tại Đại hội đại biểu toàn quốc lần thứ XIII của Đảng, ông tái đắc cử Ủy viên Ban Chấp hành Trung ương Đảng Cộng sản Việt Nam khóa XIII. Ngày 4 tháng 5 năm 2021, Bộ Chính trị phân công ông giữ chức Bí thư Thành ủy Hải Phòng thay cho ông Lê Văn Thành đã được bầu giữ chức Phó Thủ tướng Chính phủ.

### Phó Thủ tướng Chính phủ

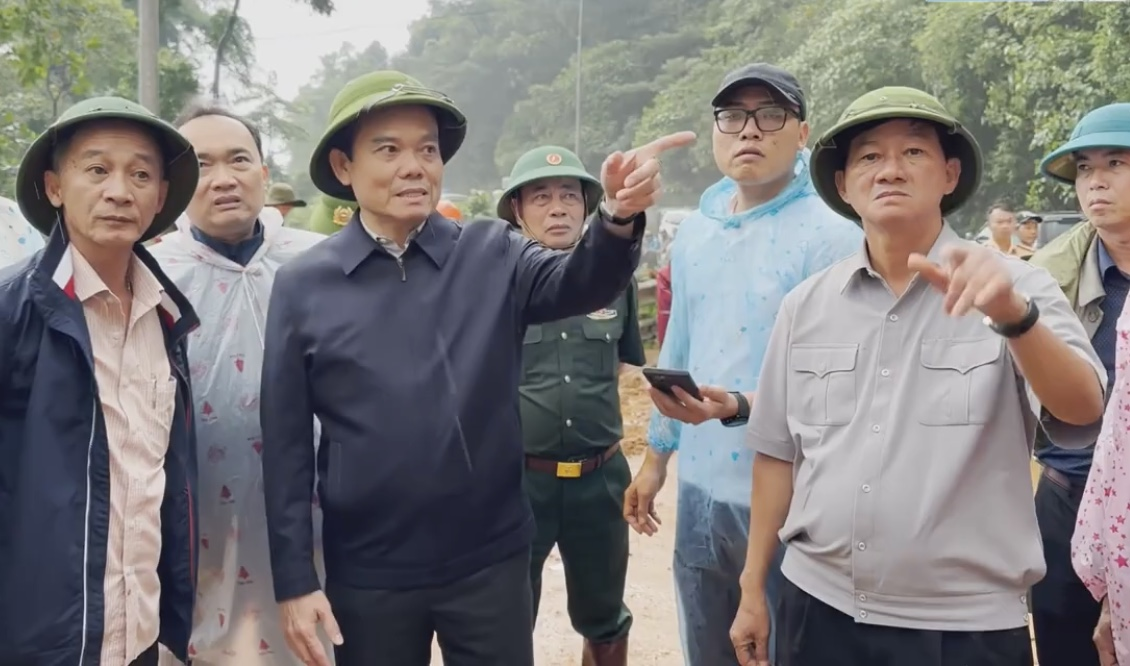
Trần Lưu Quang chỉ đạo tại đèo Bảo Lộc sau khi nơi này xảy ra sạt lở

Ngày 5 tháng 1 năm 2023, ông được Quốc hội Việt Nam khóa XV bầu làm Phó Thủ tướng Chính phủ theo đề nghị của Thủ tướng Phạm Minh Chính. Sau các ông Đỗ Mười, Đoàn Duy Thành và Lê Văn Thành, ông là Bí thư Thành ủy Hải Phòng thứ 4 lên làm Phó Thủ tướng Chính phủ.
Ngày 7 tháng 1 năm 2023, sau khi được bầu làm Phó Thủ tướng Chính phủ Việt Nam, ông được Bộ Chính trị cho thôi nhiệm vụ Bí thư Thành ủy Hải Phòng. Người thay thế ông làm Bí thư mới của Thành ủy Hải Phòng là ông Lê Tiến Châu.
Ngày 15 tháng 1 năm 2023, theo quyết định 19/QĐ-TTg của Thủ tướng Phạm Minh Chính, Trần Lưu Quang làm nhiệm vụ của ông Phạm Bình Minh vừa từ chức trước đó, đồng thời ông cũng phụ trách công việc liên quan đến nông nghiệp và phát triển nông thôn, công tác phòng, chống lụt bão, tìm kiếm cứu nạn và theo dõi, chỉ đạo Bộ Nông nghiệp và Phát triển nông thôn của Lê Văn Thành trong giai đoạn ông này vắng mặt. Trong lần lấy phiếu tín nhiệm đối với các chức danh do Quốc hội khóa XV bầu, Trần Lưu Quang không thuộc diện lấy phiếu tín nhiệm, vì theo quy định, những chức danh được bầu và phê chuẩn trong năm lấy phiếu tín nhiệm sẽ không thuộc diện lấy phiếu tín nhiệm.
Ngày 26 tháng 8 năm 2024, tại Kỳ họp bất thường lần thứ 8, Quốc hội Khóa XV đã phê chuẩn miễn nhiệm ông Trần Lưu Quang thôi giữ chức vụ Phó Thủ tướng Chính phủ theo đề nghị của Thủ tướng Phạm Minh Chính.

### Trưởng Ban Kinh tế Trung ương
Ngày 21 tháng 8 năm 2024, tại trụ sở Trung ương Đảng diễn ra buổi lễ công bố Quyết định của Bộ Chính trị về phân công Ủy viên Trung ương Đảng. Theo đó, tại Quyết định số 1488-QĐNS/TW, ngày 16 tháng 8 năm 2024, Bộ Chính trị quyết định ông Trần Lưu Quang thôi giữ chức Ủy viên Ban Cán sự Đảng Chính phủ, đồng thời điều động, bổ nhiệm giữ chức Trưởng Ban Kinh tế Trung ương. Ban Kinh tế Trung ương đã khuyết vị trí trưởng ban từ cuối tháng 1 năm 2024, sau khi trưởng ban này là ông Trần Tuấn Anh có đơn xin thôi giữ các chức vụ được phân công, nghỉ công tác và nghỉ hưu.
Ngày 23 tháng 1 năm 2025, Trần Lưu Quang được bầu bổ sung vào Ban Bí thư Trung ương Đảng khóa XIII.

## Đại biểu Quốc hội Việt Nam khóa XIV, XV
Ngày 22 tháng 5 năm 2016, Trần Lưu Quang lần đầu ứng cử đại biểu Quốc hội và trúng cử đại biểu Quốc hội ở đơn vị bầu cử số 2 gồm thành phố Tây Ninh, Hòa Thành, Tân Biên, Tân Châu và huyện Dương Minh Châu thuộc tỉnh Tây Ninh. Ông nhận được 364.853 phiếu bầu (tỉ lệ 74,47%). Sau đó, Trần Lưu Quang được đoàn đại biểu tỉnh Tây Ninh bầu làm Trưởng đoàn Đại biểu Quốc hội tỉnh Tây Ninh.
Ngày 27 tháng 2 năm 2019, Bộ Chính trị quyết định điều động, bổ nhiệm ông giữ chức Phó Bí thư Thường trực Thành uỷ Thành phố Hồ Chí Minh thay ông Tất Thành Cang (bị kỷ luật và cách chức trước đó).
Tháng 4 năm 2019, Trần Lưu Quang gửi đơn lên Ủy ban Thường vụ Quốc hội Việt Nam khoá XIV xin thôi giữ chức vụ Trưởng đoàn Đại biểu Quốc hội tỉnh Tây Ninh khoá XIV với lý do "do điều kiện công tác". Sau đó, Ủy ban Thường vụ Quốc hội khóa XIV đã ban hành Nghị quyết số 683/NQ-UBTVQH14 chuyển sinh hoạt của đại biểu Trần Lưu Quang từ Đoàn đại biểu Quốc hội tỉnh Tây Ninh về Đoàn đại biểu Quốc hội Thành phố Hồ Chí Minh từ ngày 18 tháng 4 năm 2019. Trần Lưu Quang được đoàn đại biểu Quốc hội khóa XIV TP. HCM phân công về sinh hoạt tại Tổ đơn vị bầu cử số 1.
Sáng ngày 6 tháng 5 năm 2019, Trần Lưu Quang lần đầu tiên tiếp xúc cử tri tại đơn vị bầu cử số 1 Thành phố Hồ Chí Minh gồm ba quận trung tâm TPHCM là Quận 1, Quận 3 và Quận 4 thay thế vị trí bỏ trống của ông Trần Đại Quang, Chủ tịch nước Cộng hòa xã hội chủ nghĩa Việt Nam, đại biểu của đơn vị bầu cử này, sau khi ông Trần Đại Quang qua đời.
Tháng 6 năm 2021, Hội đồng bầu cử Quốc gia công bố ông trúng cử Đại biểu Quốc hội khóa XV đơn vị thành phố Hải Phòng.